# Turistas (film 2009)
Turistas – chilijski dramat obyczajowy z 2009 roku oparty na scenariuszu i reżyserii Alicii Scherson. Wyprodukowany przez La Ventura i Visions Sud Est. W rolę Carli Gutiérrez zagrała chilijska aktorka Aline Küppenheim.
Premiera filmu miała miejsce 26 stycznia 2009 roku podczas 40. Międzynarodowego Festiwalu Filmowego w Rotterdamie.

## Opis fabuły
Film opisuje historię trzydziestosiedmioletniej kobiecie imieniem Carla, która jest mężatką. Kobieta prawdopodobnie spodziewa się dziecka, a także powinna czuć się szczęśliwa i spełniona. Razem ze swoim mężem wyruszają na wycieczkę, aby spędzić wakacje nad oceanem. Kobietą targa jednak mnóstwo wątpliwości.

## Obsada
- Aline Küppenheim jako Carla Gutiérrez
- Marcelo Alonso jako Joel
- Diego Noguera jako Ulrik
- Pablo Ausensi jako Orlando
- Viviana Herrera jako Susana #1
- Sofía Géldrez jako Susana #2
- María Elena Barrales
- Claudio Rodríguez
- Tichi Lobos